# Billings County
Billings County är ett administrativt område i delstaten North Dakota, USA, med 783 invånare. Den administrativa huvudorten (county seat) är Medora.
Del av Theodore Roosevelts nationalpark ligger i countyt. 

## Geografi
Enligt United States Census Bureau så har countyt en total area på 2 986 km². 2 981 km² av den arean är land och 5 km² är vatten. 

### Angränsande countyn
- McKenzie County - nord
- Dunn County - nordöst
- Stark County - öst
- Slope County - syd
- Golden Valley County - väst